# Thysanophrys chiltonae
Thysanophrys chiltonae is een straalvinnige vissensoort uit de familie van platkopvissen (Platycephalidae). De wetenschappelijke naam van de soort is voor het eerst geldig gepubliceerd in 1966 door Schultz.